# Cetonia delagrangei
Cetonia delagrangei är en skalbaggsart som beskrevs av Adolphe Boucard 1893. Cetonia delagrangei ingår i släktet Cetonia och familjen Cetoniidae. Inga underarter finns listade i Catalogue of Life.